# Le Marchand de sable (film, 2022)
Pour les articles homonymes, voir Marchand de sable.
Pour plus de détails, voir Fiche technique et Distribution.
Le Marchand de sable est un film dramatique français réalisé par Steve Achiepo et sorti en 2022.
Le thème abordé est celui du marchand de sommeil.

## Synopsis
Djo (Moussa Mansaly), livreur de colis à Paris, vit avec sa mère et sa fille. Du fait de la crise que connait la Côte d'Ivoire, sa tante Félicité (Aïssa Maïga) débarque chez eux avec ses trois enfants. Après avoir longuement cherché, Djo réussit enfin à leur trouver un endroit pour les loger. Mais face à d'autres familles qui arrivent tous les jours en France, Djo devient peu à peu un marchand de sommeil en leur trouvant des logements illégaux.

## Fiche technique
- Titre original : Le Marchand de sable
- Réalisation : Steve Achiepo
- Scénario : Steve Achiepo et Romy Coccia Di Ferro
- Musique : Amine Bouhafa
- Photographie : Sébastien Goepfert
- Montage : Julie Léna
- Décors : Ninon de la Hosseraye
- Costumes : Karine Charpentier
- Production : Saïd Hamich
- Société de production : Barney Production, France 2 Cinéma, The Jokers
- Société de distribution : The Jokers
- Pays de production :  France
- Langue originale : français
- Format : couleur — 2,35:1
- Genre : drame
- Durée : 106 minutes
- Dates de sortie :
  - Belgique : 1er octobre 2022
  - France : 15 février 2023

## Distribution
- Moussa Mansaly : Djo, livreur de colis
- Aïssa Maïga : Félicité, tante de Djo, sans domicile fixe
- Ophélie Bau : Aurore, ex-compagne de Djo
- Mamadou Minté : « colonel », patron de Djo
- Benoît Magimel : Yvan
- Mariama Gueye : Djenny
- Pol White : Dr Kangui
- Zélie Biyen : Sylvia
- Mamadou Touré : Ali
- Naky Sy Savané : Denise, mère de Djo

## Distinction
Prix de la critique au Festival du film de société de Royan en 2022